# Dunaszentmiklós
Dunaszentmiklós (Duits: Niklo) is een plaats (község) en gemeente in het Hongaarse comitaat Komárom-Esztergom. Dunaszentmiklós telt 423 inwoners (2001). De naam van het dorp betekent letterlijk Donau-Sint-Nicolaas.
De kerk in het dorp is gebouwd in 1911. Het dorp ligt op een hoogte van circa 200 meter in het Gerecse gebergte. Vanuit het dorp is bij helder weer zelfs het Bakony gebergte te zien en is er een mooi overzicht over de vallei van Tata.
In 2003 werd in Dunaszentmiklós een vakantiepark gebouwd dat nu in bezit is van het Nederlandse Landal Greenparks.

## Geschiedenis
In 1382 werd het dorp voor het eerst in geschriften vermeld als Zenth Myklos. In 1529 werd het dorp door de Turken na een strijd van een jaar volledig verwoest, de bevolking vluchtte of werd vermoord. Tot de 18e eeuw bleef het dorp onbewoond. Graaf József Esterházy liet tussen 1733 en 1736 het dorp weer bevolken door Katholieke Duitsers uit Westfalen te laten overkomen. Deze Duitsers (Donauschwaben) bouwden het dorp opnieuw op volgend het principe van het wegdorp. Dit beeld is tot vandaag kenmerkend voor Dunaszentmiklós. 
Vanaf 1974 vormde het dorp samen met Szomód een gemeente en vanaf 1990 is het weer een zelfstandige gemeente. Sinds 1994 is er ook een Duitse minderheidsraad actief in de gemeente. De Schwaben van het dorp vormen een hechte gemeenschap die sterk vasthouden aan hun tradities. Zo wordt de taal en de muziekcultuur levend gehouden.